# Fishersche z-Verteilung
Die fishersche {\displaystyle z}-Verteilung ist eine stetige Wahrscheinlichkeitsverteilung. Eine {\displaystyle z}-verteilte Zufallsvariable ergibt sich aus dem Logarithmus einer F-verteilten Zufallsvariablen multipliziert mit 1⁄2 zu:
{\displaystyle z={\frac {1}{2}}\log F}
Die {\displaystyle z}-Verteilung wurde zuerst 1924 von R. A. Fisher beschrieben. In statistischen Testverfahren wird sie heute in der Regel durch die ebenfalls von Fisher entwickelte F-Verteilung ersetzt.

## Rezeption in der Öffentlichkeit
John Watts, der diese Verteilung aus seinem Psychologiestudium kannte, benannte nach ihr die Rockband Fischer-Z.

## Weblink
- Eric W. Weisstein: Fisher's z-Distribution auf MathWorld